# Paitobius eutypus
Paitobius eutypus är en mångfotingart som beskrevs av Chamberlin 1940. Paitobius eutypus ingår i släktet Paitobius och familjen stenkrypare.
Artens utbredningsområde är Angola. Inga underarter finns listade i Catalogue of Life.